# 蒂蒂克拉
蒂蒂克拉（英語：Tyti）埃及第二十王朝第二任法老拉美西斯三世配偶，拉美西斯四世之母。特雅王后与彭塔瓦尔等人因谋刺拉美西斯三世既遂而遭逮捕并被审判处决后，由她的儿子袭位，即拉美西斯四世。